# Gabi Müller
Gabi Müller, född den 21 november 1974, är en schweizisk kanotist.
Hon tog OS-silver i K-4 500 meter i samband med de olympiska kanottävlingarna 1996 i Atlanta.